# Trabajólico
Coloquialmente, un trabajólico (calco del inglés workaholic) es una persona adicta al trabajo. Una expresión también aceptable en español sería adicto al trabajo, trabajoadicto o laboradicto; otras podrían ser ergómano y ergomaníaco.  
No hay una definición médica para tal condición, emparentada con el síndrome de desgaste profesional y el karōshi. Sin embargo algunas formas de estrés y desórdenes de personalidad obsesivos-compulsivos pueden estar relacionados con el trabajo. Aunque el término trabajólico generalmente tiene una connotación negativa, se usa a veces para personas que expresan fuerte motivación hacia una carrera u oficio. El trabajo en cuestión, usualmente asociado a un empleo pagado, puede también hacer referencia a actividades tales como deportes, música, artes o uso excesivo de Internet, a través del mantenimiento de una página o un espacio, personal u organizacional.
El nombre como tal deriva del término alcohólico. El primer registro de su utilización data de 1968 en una imprenta, luego popularizado en 1971 por Wayne Oates, en su libro Confessions of a workaholic (libro no traducido al español, pero sería Confesiones de un adicto al trabajo).
Pero el término no obtuvo mucha difusión, sino hasta la década de 1990, donde se expandió gracias a su relación con las teorías de autoayuda, movimiento centrado en las adicciones, formando analogías entre las conductas dañinas socialmente como la adicción al trabajo y drogadicción, incluyendo la adicción al alcohol. Aunque el término trabajólico no es una acepción admitida dentro de la terminología psicológica, se ha extendido para referirse a aquellas personas que pierden su tiempo en el trabajo, o problemas relacionados al mismo, que llevan una vida muy ajetreada y que va en detrimento con su salud y funciones fisiológicas, vidas sociales, familiares y personales o sencillamente contra su tiempo libre.
Para las personas que son adictas al trabajo, el trabajo constituye el centro de la vida del individuo, el propio empleo resta importancia a todo lo demás, incluida la familia, el ocio y la vida social. Lo consideran como su refugio. El  hecho de llevarse trabajo a casa para acabarlo por la noche o los fines de semana es algo que resulta habitual en la persona que lo padece.
Esta situación define a aquellos trabajadores que, de forma gradual, van perdiendo estabilidad emocional y se convierten en adictos al control y al poder, en un intento por lograr el éxito. Según explica la psicóloga Marisa Bosqued en su libro ¡Que no te pese el trabajo! (Gestión 2000).

## Detección
Muchas veces, el entorno de dicha persona no ve mal su comportamiento. Tal como explica Marisa Bosqued:

Si una persona practica juegos de azar, toma drogas o bebe de forma descontrolada, estas conductas son consideradas reprobables ante uno mismo y ante los demás. Pero trabajar más de la cuenta, incluso en fines de semana o renunciando a las vacaciones, parece algo respetable.

Suele observarse en el proceso adictivo un cambio gradual que se desarrolla en un período que va entre los cinco y los veinte años. Comienza como una ambición profesional mayor de la media, que para poder llegar a conseguir sus metas necesita de una dedicación laboral que también está bastante por encima de la media[cita requerida].

## Sintomatología
Bosqued ha realizado una división de los síntomas más habituales entre los adictos al trabajo encontrando tres grupos diferentes de síntomas:
- Síntomas de tipo cognitivo o mental tales como cuadros de ansiedad e irritabilidad, depresión, necesidad creciente de trabajar más y dedicarle más tiempo al trabajo, preocupación constante por el rendimiento laboral, sensación continua de estar agobiado, de no llegar a todo, sensación de vacío emocional e infravaloración de otros tipos de actividad distintos a la laboral.
- Síntomas fisiológicos: estrés, insomnio y, a largo plazo, hipertensión arterial y aumento de probabilidades de sufrir enfermedades vasculares.
- Finalmente síntomas comportamentales entre los que pueden observarse la necesidad casi compulsiva de realizar listas de cosas por hacer y de anotar en la agenda hasta el más mínimo detalle, incapacidad de estar sin trabajar durante un período prolongado sin experimentar ansiedad, inquietud e irritabilidad, alejamiento de la familia y los amigos.

## Perfiles habituales
No todos los trabajadores están expuestos a sufrir este trastorno: se da más entre hombres que entre mujeres, sobre todo en la clase media y en el hábitat urbano. La edad más habitual para que se produzca es entre los 40 y los 50 años. Los principales profesionales que sufren esta adicción son los médicos, abogados, periodistas y los ejecutivos de grandes multinacionales.
Tres son los tipos de adicto al trabajo que señala Marisa Bosqued en su libro:
- El primero de ellos es el complaciente, que se caracteriza por ser menos ambicioso y más sociable que los otros adictos. Para ellos, la aprobación del jefe y de los compañeros de trabajo es de gran importancia. Se callan sus problemas y tienen más posibilidades de caer en una depresión.
- En segundo lugar se pueden encontrar los adictos de tipo controlador, los cuales son independientes y ambiciosos y odian perder el control. Cuando descienden en su rendimiento laboral, se vuelven ansiosos e irritables.
- Una tercera modalidad puede ubicarse en el adicto al trabajo de tipo narcisista controlador el cual posee una personalidad desequilibrada y, en situaciones de tensión, puede llegar a la despersonalización (sensación de no ser uno mismo, de no conocerse a sí mismo) y a la desrealización (sensación de ver y experimentar lo circundante como un sueño). Se observa en ellos también pautas conductuales de egocentrismo.

## Terapéutica
Para solucionar un problema de adicción al trabajo primero hay que reconocer que lo padecemos. Después, establecer un contrato terapéutico; realizar un inventario de uno mismo, un análisis en profundidad de la trayectoria vital; establecer un programa de actividades alternativas que tendrá que cumplir obligatoriamente (ocio con la pareja, con los hijos, con los amigos, ocio solitario...); reducir, de forma paulatina, las horas que se dedican al trabajo; priorizar lo urgente y lo que no lo es tanto; entrenarse en técnicas de relajación, y cambiar las actitudes, desterrando ideas sobre el perfeccionismo y el éxito. Fijarse de donde proviene el síntoma y que hacer para mejorar la actitud siguientes que tomemos.